# Прахеваджра
Прахеваджра або Прамодаваджра (близько 55, народився 184 рік до н. е. за традиційним джерелам) (Тибетська: Гараб Дордже, (དགའ་རབ་རྡོ་རྗེ་|w=dga' rab rdo rje); Санскрит: Прахеваджра або Прамодаваджра, В Уддіяні Прахаршаваджра — Радісна Ваджра) — напівлегендарний перший людський вчитель ати-йоги (тиб. Дзогчен) або Велика Досконалість у відповідності з тибетським буддизмом. До Прахеваджри це вчення було поширене лише в божественних світах «чистих землях» (śuddhanivāsaIASTśuddhanivāsa IAST) Будд і девів.
Згідно текстам розділу Таємних Настанов Дзогчена (Меннгагде), Гараб Дордже Ваджр вищого блаженства; народився через 360 років після парінірвани будди Шак'ямуні, тобто в 184 р. до н. е. в царстві Уддияна (тиб. Ург'єн), яке було розташоване на північний захід від Індії, в районі сучасного Пакистану (долина Сват), Афганістану і Таджикистану.
За іншою версією, згідно «Vairo-rgyud-'bum» — зібрання творів, перекладених на тибетську мову Вайрочаною, Гараб Дордже народився через двадцять вісім років після відходу Будди, тобто в 516 році до н. е. Остання дата узгоджується з традицією, за якою Гараб Дордже вважається сином Прахаріни, принцеси Уддіяни, дочки царя Індрабхуті, побачившого Падмасамбхаву на озері Дханакоша через вісім років після парінірвани будди Шак'ямуні.
Згідно з традиційним джерелам Ньїнґма, Гараб Дордже народився через 166 років після парінірвани Будди, що датується в тибетських джерелах 881 р. до н. е. Західні вчені[хто?] стверджують, що це сталося на 220 років пізніше.
Прахеваджра передав вчення Манджушрімітрі, який був його головним учнем. Падмасамбхава також отримав передачу тантр від Гараба Дордже.
Прахеваджра отримав розширене вчення махайоги Гухьягарбха-тантри від Махасидха Куккураджа.

## Походження
Народився (син Су-дхарми, дочки царя Упа-раджа, що жила на острові в озері) в країні Уддіяна, в цій країні також народився Падмасамбхава, Прахеваджра отримав всі Тантри, тексти і усне повчання Дзогчена безпосередньо від Ваджрасатви і Ваджрапані. В іншому джерелі його мати називають Парані і зазначено, що вона жили на озері Кутра.

Даргйай, et. al. (1977, 1998: p. 19) передає Агіографию народження Гараба Дордже, також як коротку історію його матері та її батьків; бачення вази Астамангала, Трілоки, 'Трьох ваджр' та інших об'єктів:

Пан таємниці (gSang-ba'i-bdag-po) доручив Власникам мудрості (Rig-'dsin) в Дханакосе в Уддіяні в сучасній долині Сват. Там був великий храм, званий Бде-бйед-брцегс-па; його оточувало 1608 маленьких каплиць. Цар Упараджа, і цариця сНанг-ба-гсал-ба'і-од-лдан-ма жили там. У них була дочка на ім'я Судхарма; вона прийняла монаші обіти. Судхарма, разом зі служницями, оселилася на острові і практикувала Йога-Тантру (рнал-'бйор-гйи ргйуд). Одноо разу вночі Судхармі приснився білий чоловік, який був чистим і прекрасним і він прийшов до неї. Він тримав кришталеву посудину у руках. Три рази він піднімав посудину над короною на голові, і світло вилилося з посудини. Коли це сталося, вона побачила три світа чисто і ясно. Незабаром Судхарма народила справжнього сина богів.

## Заповіти Прахеваджри
Після своєї смерті, Прахеваджра передав свої завіти Манджушрімітрі. Це були три заповіді, відомі як «Три слова, що Вразили Серце Сутності» або Циг Сум Недек  (тиб. tshig gSum gNad brDeg), суму усього вчення Дзогчен:
- Одне введення в справжню природу або «Пряме введення» (тиб. ngo rang thog tu sPrad)
- Одне безперечне досягнення цього істинного стану або «Що позбавляє сумніву» (тиб. thag gCig thog dug Cad)
- Одне продовження з упевненістю в звільненні або' «Продовження в неподвійному стані» (тиб. gDengs grol thog du 'cha)

## Роботи
- 'Розрізаючи три часу' (Вайлі: Dus gsum chig chod)
- 'Придушення шести видів Свідомості з Сяйвом' (Вайлі: Tshogs drug zil gnon)
- 'Справжня Свобода не має характеристик' (Вайлі: mTshan ma rang grol)
- 'Пряма зустріч з трьома Каями'(Вайлі: sKu gsum thug phrad)
- 'Фортеця Ваджрі' (Вайлі: rDo rje mkhar rdzong)
- 'Глибоке занурення у свідомість' (Вайлі: Rig pa spyi blugs)